# Femi Odugbemi
Femi Odugbemi es un documentalista, guionista, director de fotografía, director, productor y fotógrafo nigeriano.

## Biografía
Odugbemi nació en el estado de Lagos, al suroeste de Nigeria. Asistió a la Universidad Estatal de Montana, donde estudió producción de cine y televisión. 

## Carrera
Ha escrito, dirigido y producido documentales, cortometrajes y drama. Produjo Tinsel, una telenovela nigeriana que comenzó a transmitirse en agosto de 2008 y fue aclamada como "el drama televisivo más exitoso de la televisión nigeriana en los últimos tiempos" en 2013.
Escribió, dirigió y produjo Bariga Boys, un documental nigeriano, ganador de múltiples premios sobre artistas callejeros en Bariga, Lagos.
En 2013, escribió, produjo y dirigió el documental "Literatura, lenguaje y literalismo" sobre el fallecido escritor nigeriano Daniel O. Fagunwa, autor de Ògbójú Ọdẹ nínú Igbó Irúnmalẹ̀.
En 2002, se convirtió en presidente de la Asociación de Productores Independientes de Televisión de Nigeria, un mandato que terminó en 2006. Es profesor adjunto de la Escuela de Medios y Comunicaciones de la Universidad Pan-Atlántico.
En 2008 produjo Abobaku, un cortometraje dirigido por Niji Akanni. La película ganó el Cortometraje Más Destacado en el Festival de Cine de Zuma celebrado en 2010 y el Mejor Vestuario en la sexta edición de los Premios de la Academia del Cine Africano celebrados el 10 de abril de 2010 en el Centro Cultural Gloryland en Yenagoa, Estado de Bayelsa, Nigeria.
El 26 de junio de 2018, recibió una invitación formal para convertirse en miembro con derecho a voto de la Academia de Artes y Ciencias Cinematográficas de Estados Unidos.